# Pine Island (Texas)
Pine Island é uma cidade  localizada no estado norte-americano de Texas, no Condado de Waller.

## Demografia
Segundo o censo norte-americano de 2000, a sua população era de 849 habitantes.
Em 2006, foi estimada uma população de 830, um decréscimo de 19 (-2.2%).

## Geografia
De acordo com o United States Census Bureau tem uma área de
24,2 km², dos quais 24,2 km² cobertos por terra e 0,0 km² cobertos por água.

## Localidades na vizinhança
O diagrama seguinte representa as localidades num raio de 28 km ao redor de Pine Island.